# Colonia Delicia
Colonia Delicia é uma cidade argentina da província de Misiones, localizado dentro do departamento Eldorado.
Fica a uma latitude de 26° 11' Sul e a uma longitude de 54° 35' Oeste.
O município conta com uma população de 5.345 habitantes segundo o Censo do ano 2001 (INDEC).